# La Route (film, 1955)
Pour les articles homonymes, voir La Route.
Pour plus de détails, voir Fiche technique et Distribution.
La Route (Doroga, Дорога) est un film soviétique réalisé par Aleksandr Stolper, sorti en 1955,.

## Fiche technique
- Photographie : Aleksandr Kharitonov, Leonid Kraïnenkov
- Musique : Nikolaï Krioukov
- Décors : Iosif Chpinel